# Hemisodorcus montivagus
Hemisodorcus montivagus es una especie de coleóptero de la familia Lucanidae.

## Distribución geográfica
Habita en Amur, Corea, Japón y China.